# Steve Sampson
Steve Sampson (Salt Lake City, 19 gennaio 1957) è un allenatore di calcio statunitense che ha guidato la Nazionale di calcio degli Stati Uniti al campionato del mondo 1998.

## Carriera

### Scolastica
Sampson frequentò per un breve periodo l'UCLA prima di iscriversi al Foothill Community College di Los Altos Hills nel 1975. Al Foothill Community vinse diversi premi a livello All-American giocando per la squadra del college nel 1976. Nel 1977 si trasferì alla San Jose State University, dove si laureò nel 1979; grazie al corso di lingua spagnola che aveva seguito, in seguito avrebbe poi allenato anche la Costa Rica.

#### Gli inizi
Dopo la laurea, si trasferì alla Stanford University, dove conseguì una laurea magistrale in educazione. Mentre era a Stanford, entrò a far parte dello staff di allenatori della squadra di calcio della Awalt High School di Mountain View. Dopo aver terminato il corso di laurea a Stanford, lavorò come vice allenatore al Foothill College. Nel 1982, la UCLA assunse Sampson come vice allenatore della squadra di calcio universitaria. Nel 1985 vinse il campionato NCAA alla guida della squadra dell'UCLA.

#### Santa Clara University
Al termine della stagione del 1985, la Santa Clara University lo chiamò per affidargli l'incarico di allenatore. Nel 1989, vinse nuovamente l'NCAA Men's Soccer Championship. Alla guida degli avversari, l'University of Virginia, vi era Bruce Arena, futuro successore proprio di Sampson alla guida della Nazionale statunitense. La Santa Clara e la Virginia giocarono ben quattro tempi supplementari quando gli arbitri e i funzionari dell'NCAA decisero di fermare il gioco e nominare le squadre campioni ex aequo.

### Nazionale

#### Stati Uniti 1994
Dopo aver lasciato la Santa Clara, Sampson fu assunto come assistente di Bora Milutinović alla guida degli Stati Uniti nel 1993 e fu nello staff della Nazionale che partecipò ai mondiali di casa del 1994. Oltre ai suoi compiti manageriali, ricoprì un ruolo anche nell'organizzazione del Mondiale.

#### Copa América 1995
Quando Milutinović lasciò l'incarico dopo il termine della manifestazione, l'USSF nominò Sampson allenatore ad interim nell'aprile 1995. Ma dopo aver guidato la squadra ad un inaspettato quarto posto durante la Copa América 1995, con una vittoria per 3-0 contro l'Argentina, insieme ad una vittoria col Messico nei quarti, Sampson fu promosso ad allenatore nell'agosto dello stesso anno.
La Nazionale statunitense aveva sviluppato una grande coesione all'interno del gruppo fin dal campionato del mondo 1990. La mancanza di un campionato nazionale portò i calciatori a giocare praticamente solo per la Nazionale, con il risultato che molti di essi si conoscevano come se fossero giocatori di una squadra di club. Quando Sampson assunse l'incarico di allenatore, optò per diminuire la concentrazione sull'aspetto tattico; di conseguenza, la Nazionale giocava più come un gruppo. La mancanza di amichevoli di livello e una vittoria per 1-0 contro il Brasile aumentò ulteriormente le aspettative.

#### Francia 1998
Sampson cambiò la formazione nella primavera del 1998 per prepararsi per la partita contro la Germania, puntando sul blocco del centrocampo tedesco, ricco di qualità. Un pareggio contro i campioni d'Europa in carica sarebbe stato considerato un ottimo inizio, ma la squadra tedesca vinse 2-0 grazie ai gol di Möller e Klinsmann. Il secondo match del girone contro l'Iran era ricco di significato, vista la tensione politica tra i due paesi: la vittoria della Nazionale asiatica, per 2-1, portò praticamente all'eliminazione degli statunitensi dalla coppa del mondo, e l'unica nota positiva venne dal gol di Brian McBride. La partita contro la Iugoslavia fu probabilmente la migliore giocata dalla Nazionale USA, ma il gol di Slobodan Komljenović resistette dal quarto minuto fino al 90esimo. Il capitano John Harkes fu escluso dalla squadra, e Sampson motivò la scelta con il fatto che il capitano dovesse avere un ruolo più offensivo. Gli infortuni occorsi a Eric Wynalda e a Tab Ramos non aiutarono certo la Nazionale, e Sampson presentò le dimissioni il 29 giugno 1998.

#### Costa Rica
Nel 2002, la Costa Rica assunse Sampson come allenatore; nel suo primo torneo internazionale, il manager portò la squadra alla vittoria della Coppa delle nazioni UNCAF 2003, terminando la competizione imbattuto. Portò inoltre la Nazionale caraibica al numero 17 nel Ranking mondiale FIFA nel 2004. Sampson qualificò la squadra al 2º turno delle qualificazioni CONCACAF ai mondiali, e fu licenziato dopo che la Costa Rica dovette ricorrere alla regola dei gol fuori casa per avere la meglio su Cuba. Sampson tornò quindi negli USA per allenare i Los Angeles Galaxy.

### Los Angeles Galaxy
Sostituì Sigi Schmid alla guida dei Galaxy il 18 agosto 2004. Nonostante avesse una buona rosa, la squadra non ebbe buoni risultati nel 2004 e faticò anche per buona parte del 2005. Quando sembrava che Sampson stesse per essere esonerato, vinse U.S. Open Cup e MLS Cup. Il 6 giugno 2006 Sampson venne licenziato, lasciando la squadra all'ultimo posto della Major League Soccer.

## Palmarès

### Club

#### Competizioni nazionali
- U.S. Open Cup: 1

L.A. Galaxy: 2005
- Campionato MLS: 1

L.A. Galaxy: 2005

### Nazionale
- Coppa delle nazioni UNCAF: 1

2003